# NRGスタジアム
NRGスタジアム（NRG Stadium）は、アメリカ合衆国テキサス州ヒューストンにある開閉式スタジアムである。アメリカンフットボールとロデオの開催が主だが、サッカーやバスケットボールも開催される。NFLのヒューストン・テキサンズのホームスタジアムであり、また、世界最大のロデオイベント「ヒューストン・ライブストック・ショー・アンド・ロデオ」が毎年2月下旬から3月上旬にかけてここで開催されている。
NRGパークという複合施設内に位置している（同施設内には他にアストロドーム、NRGアリーナ、NRGセンターがある）。2002年より、リライアント・エナジー社が同施設の命名権を32年3億ドルで取得し、このスタジアムも「リライアント・スタジアム」となっていたが、2014年3月12日に命名権がリライアント・エナジーの親会社のNRGエナジーになり、現在のスタジアム名に変更した。
2026年に開催されるFIFAワールドカップ26では、FIFA（国際サッカー連盟）による施設命名権行使禁止規定により、「ヒューストンスタジアム」の名称で使用される予定。

## 概要
NFLの本拠地球場では史上初となる開閉式屋根を搭載したスタジアムである。プレシーズンゲーム及びシーズン序盤の時期のテキサスは非常に蒸し暑いため、屋根を閉めて空調を入れられるように屋根が搭載された。2枚の屋根がスライドして、50ヤードライン上で閉じる仕組みになっている。

## 主要な出来事
- 2002年8月24日、こけら落としとしてヒューストン・テキサンズ対マイアミ・ドルフィンズとのプレシーズンゲームが開催される（ドルフィンズ 24 - 3 テキサンズ）。
- 2002年9月8日、ダラス・カウボーイズ戦で初の公式戦開催（テキサンズ 19 - 10 カウボーイズ）。
- 2002年12月7日、アメリカ中部の12の大学でアメリカンフットボールNo.1を決める「ビッグ12・フットボール選手権」決勝戦開催（オクラホマ大 29 - 7 コロラド大）。
- 2004年2月1日、第38回スーパーボウル開催。ハーフタイムショーに出演したジャネット・ジャクソンが胸を露出させ問題となった（カロライナ・パンサーズ 29 - 32 ペイトリオッツ）。
- 2005年12月3日、ビッグ12・フットボール選手権決勝戦開催（テキサス大 70 - 3 コロラド大）。
- 2008年9月、ハリケーン・アイクによる被害で屋根が壊れたためNFLの試合が延期[3]。
- 2009年4月5日、レッスルマニアXXV開催。最大動員となる72,744人を記録。
- 2010年7月28日、メジャーリーグサッカー（MLS）による「2010MLSオールスターゲーム」として、MLSオールスター対マンチェスター・ユナイテッドの試合が開催された（MLS 2 - 5 マンチェスターU）。
- 2011年4月2日・4日、NCAA男子バスケットボールトーナメントのファイナルフォー開催。
- 2012年7月30日、ヒューストン・テキサンズとミネソタ・バイキングスのプレシーズンゲームを観戦に来たファンがエスカレーターから転落死する事故が発生[4]。
- 2016年4月2日・4日、NCAA男子バスケットボールトーナメントのファイナルフォー開催。
- 2017年2月5日、第51回スーパーボウル開催。史上初の延長戦の末ニューイングランド・ペイトリオッツが優勝（ペイトリオッツ 34 - 28 ファルコンズ）。
- 2019年9月22日、5万人規模のインド系アメリカ人集会が開催。訪米していたナレンドラ・モディ首相とともにドナルド・トランプ大統領も出席[5]。